# Alberto Gori

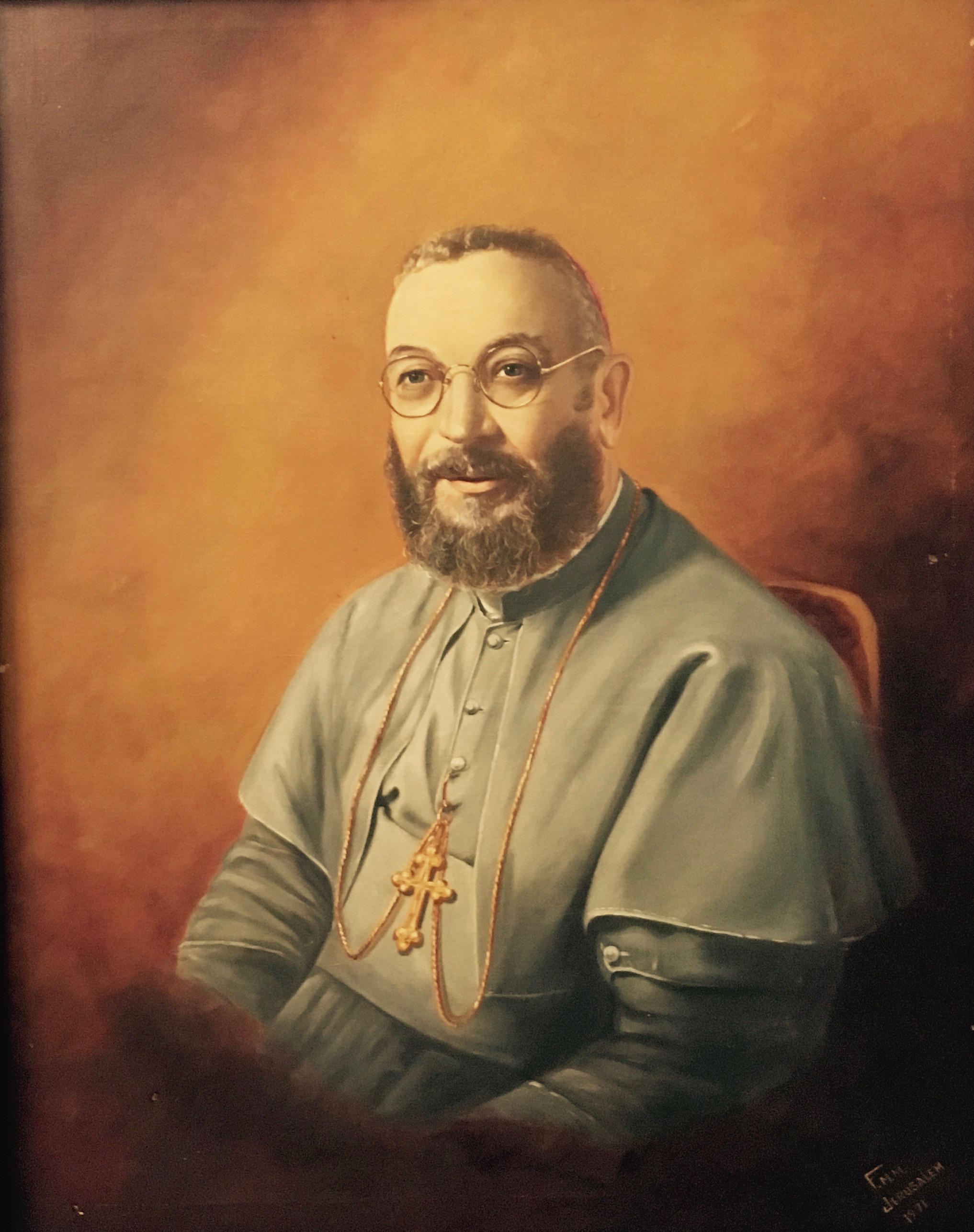
Patriarch Alberto Gori (Porträt im Lateinischen Patriarchat von Jerusalem)

Alberto Gori OFM (* 9. Februar 1889 in San Piero Agliana, Italien; † 25. November 1970 in Jerusalem) war ein italienischer Ordensgeistlicher und Lateinischer Patriarch von Jerusalem.

## Leben
Alberto Gori trat dem Franziskanerorden bei und empfing am 19. Juli 1914 die Priesterweihe. Er diente während des Ersten Weltkriegs als Feldgeistlicher und kam noch in Uniform ins heilige Land. 1922 wurde er Lehrer am Kolleg in Aleppo, dessen Leiter er bis 1937 war, als er zum Kustos des Heiligen Landes ernannt wurde. Am 21. November 1949 wurde er Bischof und Lateinischer Patriarch. Die Bischofsweihe spendete ihm am 27. Dezember 1949 Kardinal Eugène Tisserant; Mitkonsekratoren waren Kurienerzbischof Luigi Traglia und Igino Michelangelo Nuti OFM, ehemaliger Apostolischer Vikar von Ägypten.
Patriarch Alberto setzte sich insbesondere für Schulbelange ein und gründete Schulen in Aleppo, Amman, Latakia und anderswo.